# Corps de réserve de la Garde
Le Corps de réserve de la Garde est une grande unité de l'armée prussienne faisant partie de l'armée allemande pendant la Première Guerre mondiale.

## Formation en 1914
Au début de la guerre, le corps est subordonné à la 2e armée et subdivisé comme suit :
- 3e division de la Garde
  - 5e brigade d'infanterie de la Garde
  - 6e brigade d'infanterie de la Garde
  - Régiment d'uhlans de réserve de la Garde
  - 3e brigade d'artillerie de campagne de la Garde
  - 1re compagnie du 28e bataillon du génie
- 1re division de réserve de la Garde
  - 1re brigade d'infanterie de réserve de la Garde
  - 15e brigade d'infanterie de réserve
  - Régiment de dragons de réserve de la Garde
  - Brigade d'artillerie de campagne de réserve de la Garde
  - 2e et 3e compagnies du 28e bataillon du génie
- Troupes du Corps :
  - 2e détachement du régiment d'artillerie à pied de la Garde
  - 45e détachement d'aviation de campagne

## Histoire

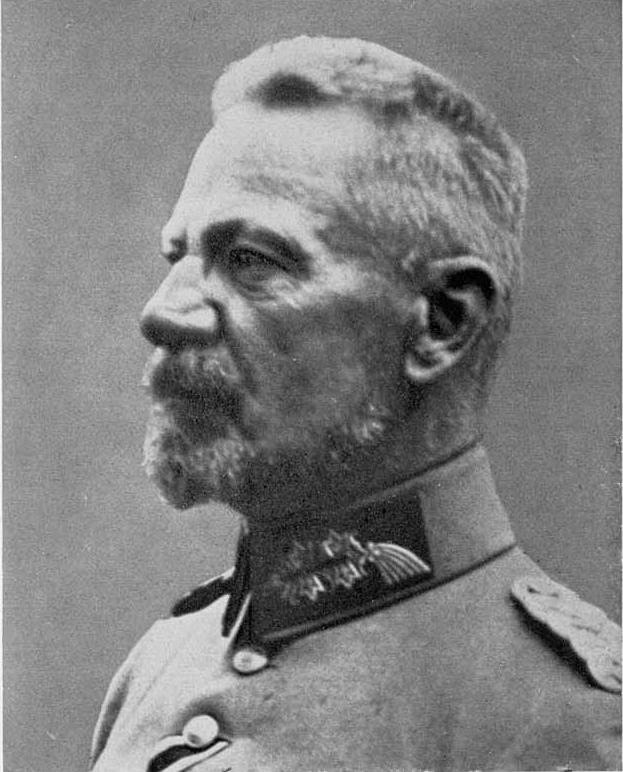
Max von Gallwitz

Lors de la mobilisation au début de la Première Guerre mondiale, le Corps de réserve de la Garde est mis sur pied le 2 août 1914. Le corps est sous le commandement du général de l'artillerie Max von Gallwitz et suit la 2e armée en deuxième ligne sur le front occidental. Le chef d'état-major est le colonel Paul von Bartenwerffer (de), la 3e division de la Garde est dirigée par le lieutenant-général Henning von Bonin (1856-1923), la 1re division de réserve de la Garde est commandée par le lieutenant-général Viktor Albrecht. Alors que le corps de la Garde marche jusqu'au 12 août dans la région de Malmedy, le corps de réserve de la Garde effectue son débarquement entre le 11 et le 14 août à Blankenheim, Stadtkyll et Hillesheim dans l'Eifel. Après avoir franchi la frontière à Stavelot, le corps atteint l'Ourthe à Bomal et Durbuy avant le 16 août. Suivant le corps de garde précédent, il traverse la province belge de Wallonie et arrive le 20 août à Andenne, où la 1re division de réserve de la Garde traverse la  Meuse immédiatement derrière les Belges qui se retirent. C'est là qu'a lieu l'un des plus graves massacres de civils de cette phase de la guerre, à la suite de prétendues attaques par le feu de la part de civils belges. Lors des procès de Leipzig en 1920, les auteurs invoquent l'ordre explicite du général von Gallwitz, qui a ordonné la formation de tribunaux permanents en cas de découverte d'armes. Du 20 au 24 août, la 3e division de la Garde livre ses premiers combats contre les troupes belges en retraite dans le combat d'Hingeon, où une contre-attaque belge stoppe l'avancée, et au fort de Cognelée. Le corps atteint ainsi Namur et commence à encercler la forteresse dont on craint un long siège. Le Corps de réserve de la Garde, avec la 1re division de réserve de la Garde, écrase la rive nord de la Meuse par le nord, le 11e corps d'armée qui le suit reprend l'attaque au sud de la Meuse avec la 22e division d'infanterie. EEntre le 22 et le 24 août, l'attaque proprement dite de la forteresse commence par le bombardement. Les Allemands pénétrent dans les forts de Lognelee, Marchovelette et de Cognelée. La garnison (4e division belge) décide de s'échapper par le seul chemin encore libre vers Mariembourg, en direction du sud-ouest. Le 24 août, d'autres forts tombent : Maizeret, d'Emines, d'Andoy, Malonne, d'Héribert ; le 25 août, les Belges livrent également les forts de Dave et de Suarlée. Après la fin inattendue et rapide du siège de Namur, les deux corps libérés sont transportés en Prusse-Orientale pour renforcer la 8e armée, où la bataille de Tannenberg est en cours, mais au cours de laquelle les renforts retirés de l'ouest ne sont plus engagés.
Le 5 septembre 1914, le Corps de réserve de la Garde se met en marche à l'aile gauche de la 8e armée dans la région de Preußisch Eylau et avance le lendemain sur Dommau et le 7 septembre jusqu'à Friedland. Pendant la bataille des lacs de Mazurie, le corps assure, avec la division de forteresse de Königsberg, la sécurité au nord du front de bataille sur l'Alle et avance sur l'Ilme via Allenburg.
Afin de soulager les Autrichiens, le Corps de réserve de la Garde est transféré le 20 septembre à la frontière silésienne en association avec la 9e armée nouvellement constituée. Le corps est déchargé à l'ouest de Kattowitz ; au même moment, le 20e corps d'armée et son avant-garde sont également arrivés à Czestochowa; derrière eux, les troupes du 17e corps d'armée suivent. Fin septembre, la bataille de la Vistule est lancée sous le commandement du général en chef von Hindenburg. Depuis la région de Czestochowa, le général von Gallwitz avance vers l'est jusqu'à la Vistule, au nord du Łysa Góra (de). Le 30 septembre, le corps de réserve de la Garde, avec la 3e division de la Garde et la 1re division de réserve de la Garde, bascule vers le sud-est en passant par Kielce jusqu'à Ostrowiec. Le 4 octobre, le groupe sud de Gallwitz (20e corps d'armée et corps de réserve de la Garde), par son attaque de délestage à Radom, soutient le 11e corps d'armée (Plüskow) et la 1re armée autrichienne (Dankl) dans leurs actions défensives contre les attaques russes à Opatow. Le 8 octobre, le général Gallwitz lance l'attaque sur la forteresse d'Ivangorod. À partir du 13 octobre, la 5e armée russe passe sur la rive ouest de la Vistule à Góra Kalwaria et se met en marche dans la banlieue sud-ouest de Varsovie. En raison de la menace à l'arrière, les forces allemandes doivent se replier vers le nord et laisser aux Autrichiens le front gravement acculé d'Ivangorod. Entre le 22 et le 28 octobre 1914, le groupe Gallwitz combat sur la Pilica où il est contraint de se replier par des renforts russes.
Après le transfert de la 9e armée à Thorn, le Corps de réserve de la Garde doit rester dans la région de Czestochowa, sur la Warta, pour assurer la sécurité de la région industrielle silésienne menacée par les Russes. Le corps est maintenant subordonné au détachement d'armée Woyrsch nouvellement créé, le corps de Landwehr sécurise le front en tant que force du nord, la force du sud est le 2e corps autrichien sous le commandement du général Johann von Kirchbach (de) qui se raccorde au sud à Zarki. À la suite du transfert de la 2e armée autrichienne dans la région de Novo-Radomsk, le commandement général du corps est également utilisé à la mi-décembre 1914 avec la 1re division de réserve de la Garde lors des combats défensifs dans la région de Petrikau et dans la guerre de tranchées suivante sur la Rawka et la Bzura.
Après le départ de la 3e division de la Garde pour l'Armée du Sud allemande dans les Carpates, le commandement général du corps de réserve de la Garde est pratiquement dissous. Le 9 février 1915, le "groupe d'armée Gallwitz" s'établit à la place sur la ligne Rawka-Bzura, il dépend directement du commandant en chef de l'Est et est rebaptisé 12e armée durant l'offensive de la Narew en été 1915.
Un nouveau corps de réserve de la Garde, sous les ordres du général de cavalerie Wolf Marschall von Altengottern est formé sur le front ouest à partir du "Corps Marschall" dissous auparavant sur le front oriental. Celui-ci prend d'abord le commandement de la section de la 6e armée dans la région d'Arras au nord de la Scarpe et participe à la bataille de la Somme dans la région de Barleux fin juillet 1916. Plus tard, positionné sur l'aile gauche du 14e corps de réserve (groupe Stein) au sud de l'Ancre dans le secteur de Thiepval, le Groupe Marschall a sous ses ordres la 4e division de la Garde et la 1re division de réserve de la Garde. La mission du commandement général, engagé à l'automne 1916 dans la section de la 1re armée sous le nom de section de groupe B, consistait à empêcher la percée britannique sur Bapaume.
Début mai 1917, lors de la bataille d'Arras, le corps de réserve de la Garde prend en charge le secteur harcelé du groupe Queant, remplaçant le 14e corps de réserve qui a pris la tête du groupe Arras situé plus au nord. Lors de ces combats, la 3e division de la Garde, la 2e division de réserve de la Garde et la 9e division de réserve sont subordonnées au corps d'armée. L'attaque du 3 mai se transforme en une journée dite de "grand combat", au cours de laquelle les Britanniques et les Australiens parviennent à pénétrer les positions allemandes à Riencourt et Bullecourt.
À l'été 1917, le corps de réserve de la Garde participe aux combats dans l'arc de Wytschaete et à l'automne à la troisième bataille d'Ypres. Après une brève relève du 14e corps d'armée au commandement du "Groupe Dixmuide", le corps Marschall s'établit à partir du 13 octobre 1917 entre la forêt de Houthulst et Passchendaele en tant que "Groupe Staden" et organise avec le "Groupe Ypres" (Cdmt Gén. Corps de la Garde) la défense de l'importante position des Flandres.
En avril 1918, le corps est utilisé dans l'offensive de Printemps allemande et participe à la bataille de la Lys dans la section de la 6e armée.

## Général commandant
| Grade                  | Nom                                    | Date                                                     |
| ---------------------- | -------------------------------------- | -------------------------------------------------------- |
| General der Artillerie | Max von Gallwitz                       | 2 août 1914 au 9 février 1915                            |
| General der Kavallerie | Wolf Rudolf Marschall von Altengottern | 18 avril 1916 au 23 novembre 1918                        |
| Generalleutnant        | Rudolf Rusche                          | 24 novembre au 21 décembre 1918 (chargé de la direction) |